# Walter Flex
Walter Flex, född 6 juli 1887 i Eisenach, död 16 oktober 1917 i Pöide, Ösel, var en tysk poet.
Flex var anställd som informator hos familjen Otto von Bismarck, något som gav honom uppslag till flera av hans diktmotiv och noveller (t.ex. Zwölf Bismarcks) och inspirerade honom till sitt fortsatta kall. Bland hans senare arbeten märks ett flertal krigsdikter, skådespel och den välkända novellen Vandraren mellan de båda världarna (Der Wanderer zwischen beiden Welten: Ein Kriegserlebnis). Flex stupade som soldat i första världskriget.

## Översättningar
- Flex, Walter: Vandraren mellan de båda världarna. Bemyndigad översättning från tyskan av Irma Mielck. Söderstöm, Helsingfors 1921.